# Кеншо
Кеншо (見性) (C. Wu) е японски термин за преживяване на просветление. Обикновено е използван в рамките на дзен.
Буквално означава „да видиш природата си“ или „истинската същност.“ В по-общ план се „свързва с реализацията на недуалността на субекта и обекта.“ Често употребяван наравно със сатори (или „да уловиш“), понякога се прави разделение между двата термина, в това че някои смятат сатори за качествено по-дълбоко от кеншо. За самото Кеншо се казва че е „... щастлива реализация, където вътрешната природа на личността, истинския чистия ум, е директно разпознат като осветляваща пустота, такъвостта, която е динамична и постоянна в света.“. Кеншо преживяванията са диференцирани отначало, после преминават от началните проблясъци в природата на ума към преживявания на празнота и накрая в Буда.